# Carex sakaguchii
Carex sakaguchii är en halvgräsart som beskrevs av Jisaburo Ohwi. Carex sakaguchii ingår i släktet starrar, och familjen halvgräs. Inga underarter finns listade i Catalogue of Life.